# Шокчанг
Шокча́нг (вьет. Sóc Trăng) — город в южной части Вьетнама. Административный центр провинции Шокчанг.

## История
8 февраля 2007 года указом № 22/2007/NĐ-CP административная единица первого порядка (thị xã) Шокчанг был повышен до статуса города.

## География
Абсолютная высота — 0 метров над уровнем моря. Расположен в дельте реки Меконг в 230 км к юго-западу от Хошимина.

## Население
По данным на 2013 год численность населения составляет 122 250 человек. Большая часть населения — вьетнамцы, имеется также значительные китайское и кхмерское меньшинства.
Динамика численности населения города по годам:
| 1979   | 1989   | 2000    | 2013    |
| ------ | ------ | ------- | ------- |
| 74 967 | 87 899 | 106 500 | 122 250 |

## Транспорт
Через город проходит хайвэй № 1, который соединяет Шокчанг с городом Камау (на юго-западе) и городами Кантхо и Хошимин (на севере). Ближайший аэропорт расположен в Кантхо.